# Lijst van Nederlandse films (1910-1919)
Dit is een lijst van Nederlandse films in de periode van 1910 t/m 1919, in chronologische volgorde.
| Titel                                 | Jaar | Regisseur                           | Acteurs                                        | Genre            | Bijzonderheden                                      |
| ------------------------------------- | ---- | ----------------------------------- | ---------------------------------------------- | ---------------- | --------------------------------------------------- |
| Ontrouw                               | 1911 | Louis Chrispijn jr.                 | Kees Lageman Caroline van Dommelen             | Drama            |                                                     |
| De bannelingen                        | 1911 | Leon Boedels Caroline van Dommelen  | Caroline van Dommelen, Louis van Dommelen      | Drama            | Eerste Nederlandse film geregisseerd door een vrouw |
| Roze Kate                             | 1912 | Oscar Tourniaire                    | Jan van Dommelen Caroline van Dommelen         | Drama Thriller   |                                                     |
| Vrouwenoogen                          | 1912 | Caroline van Dommelen               | Caroline van Dommelen                          |                  |                                                     |
| De oude veerman                       | 1912 |                                     |                                                |                  | Film wordt vermist                                  |
| De geschiedenis van Pieter Spa        | 1912 |                                     |                                                |                  | Film wordt vermist                                  |
| De levende ladder                     | 1913 | Maurits Binger Louis H Crispijn     | Annie Bos, Alex Benno                          | Drama            | Eerste speelfilm van Filmfabriek Hollandia          |
| Nederland en Oranje                   | 1913 | Louis H Chrispijn, Jan van Dommelen | Annie Bos Jan Buderman                         | Historisch Drama |                                                     |
| De afwezige                           | 1913 | Albert Capellani                    | Henri Rollan                                   | Drama            | Franse coproductie                                  |
| De verkeerde zoutpot                  | 1913 |                                     |                                                |                  | Film wordt vermist                                  |
| Don Juan                              | 1913 | Léon Boedels                        | Willem van der Veer                            |                  |                                                     |
| Krates                                | 1913 | Louis H. Chrispijn                  | Cor Laurentius Charles Gilhuys                 |                  |                                                     |
| Silvia Silombra                       | 1913 | Louis H. Chrispijn                  | Julia Cuypers Willem van der Veer              |                  |                                                     |
| Heilig Recht                          | 1914 | Louis H Crispijn                    | Annie Bos Louis Bouwmeester                    | Drama            |                                                     |
| De bloemen die de ziel vertroosten    | 1914 | Louis H. Chrispijn                  | Mientje Kling                                  |                  | Korte film                                          |
| Liefde Waakt                          | 1914 | Louis H. Chrispijn                  | Annie Bos Willem van der Veer                  | Western          |                                                     |
| Luchtkastelen                         | 1914 | Louis H. Chrispijn                  | Annie Bos Willem van der Veer                  |                  |                                                     |
| De Stradivarius                       | 1914 | Maurits Binger Louis H Chrispijn    | Boris Lensky                                   | Drama            |                                                     |
| Toffe Jongens onder de Mobilisatie    | 1914 | Jan van Dommelen                    | Annie Bos Louis van Dommelen                   |                  |                                                     |
| Weergevonden                          | 1914 | Louis H. Chrispijn                  | Louis H. Chrispijn Enny de Leeuwe              |                  |                                                     |
| De Zigeunerin                         | 1914 | Louis H. Chrispijn                  | Christine van Meeteren Louis H. Chrispijn      |                  | Korte film                                          |
| De Echo in de Put                     | 1914 |                                     |                                                |                  | Film wordt vermist                                  |
| De Wolf in de Schaapskooi             | 1914 |                                     |                                                |                  | Film wordt vermist                                  |
| De Wraak van het Vischers meisje      | 1914 |                                     |                                                |                  | Film wordt vermist                                  |
| Het Geheim van het Slot Arco          | 1915 | Maurits Binger                      | Jan van Dommelen                               | Drama Horror     | Film wordt vermist                                  |
| Fatum                                 | 1915 | Theo Frenkel sr.                    | Louis Bouwmeester                              |                  |                                                     |
| De Vloek van het Testament            | 1915 | Maurits Binger Louis H Chrispijn    | Annie Bos Willem van der Veer                  | Drama            |                                                     |
| Het Wrak van de Noordzee              | 1915 | Theo Frenkel sr.                    | Coen Hissink                                   | Vissersdrama     | Ook bekend als Het Wrak in de Noordzee              |
| De Vrouw Clazina                      | 1915 | Maurits Binger                      | Louis H Chrispijn Annie Bos                    | Drama            |                                                     |
| Ontmaskerd                            | 1915 | Mime Misu                           | Annie Bos Jack Hamel                           | Drama            |                                                     |
| Koningin Elisabeth's Dochter          | 1915 | Johan Gildemeijer                   | Julia Cuypers                                  | Drama            |                                                     |
| Liefdesstrijd                         | 1915 | Maurits Binger                      | Annie Bos Willem van der Veer                  |                  |                                                     |
| Majoor Frans                          | 1916 | Maurits Binger                      | Annie Bos, Jan van Dommelen                    | Drama            |                                                     |
| Vogelvrij                             | 1916 | Maurits Binger                      | Annie Bos Lola Cornero                         | Drama            |                                                     |
| Het Geheim van de Vuurtoren           | 1916 | Maurits Binger Louis H Chrispijn    | Willem van der Veer Louis H Chrispijn          | Drama Mysterie   |                                                     |
| Een danstragedie                      | 1916 | Johan Gildemeijer                   | Adelqui Migliar Meina Irwen                    |                  |                                                     |
| Diamant                               | 1916 | Johan Gildemeijer                   | Louis Bouwmeester Esther De Boer-van Rijk      |                  |                                                     |
| Genie tegen geweld                    | 1916 | Theo Frenkel sr.                    | Adelqui Migliar                                |                  |                                                     |
| Levensschaduwen                       | 1916 | Theo Frenkel                        | Coen Hissink Mary Beekman                      |                  |                                                     |
| Liefdesoffer                          | 1916 | Maurits Binger                      | Annie Bos Willem van der Veer                  |                  |                                                     |
| La Renzoni                            | 1916 | Maurits Binger                      | Annie Bos Willem van der Veer                  |                  |                                                     |
| Het geheim van Delft                  | 1917 | Maurits Binger                      | Annie Bos Jan van Dommelen                     | Drama            |                                                     |
| Gloria Transita                       | 1917 | Johan Gildemeijer                   | August van den Hoeck                           |                  |                                                     |
| Gouden ketenen                        | 1917 | Maurits Binger                      | Annie Bos Cor Smits                            | Drama            |                                                     |
| Madame Pinkette & Co                  | 1917 | Maurits Binger                      | Annie Bos                                      |                  |                                                     |
| Ulbo Garvema                          | 1917 | Maurits Binger                      | Frederick Vogeding Cor Smits                   |                  |                                                     |
| Op hoop van zegen                     | 1918 | Maurits Binger                      | Esther de Boer van Rijk Jan van Dommelen       | Vissersdrama     | Eerste verfilming van het toneelstuk                |
| Toen 't licht verdween                | 1918 | Maurits Binger                      | Annie Bos Adelqui Migliar                      | Drama            |                                                     |
| Amerikaansche meisjes                 | 1918 | Maurits Binger                      | Margie Morris Lola Cornero Beppie de Vries     |                  |                                                     |
| De Kroon der Schande                  | 1918 | Maurits Binger                      | Willem van der Veer Annie Bos                  |                  |                                                     |
| Pro Domo                              | 1918 | Theo Frenkel sr.                    | Louis Bouwmeester                              | Drama            |                                                     |
| Het proces Begeer                     | 1918 | Theo Frenkel                        | Jacques Sluyters                               |                  |                                                     |
| Oorlog en Vrede (1914) of Bezet       | 1918 | Maurits Binger                      | Annie Bos Adelqui Migliar                      | Drama Oorlog     |                                                     |
| Oorlog en Vrede (1916) of Ontvluchten | 1918 | Maurits Binger                      | Annie Bos Adelqui Migliar                      | Drama Oorlog     |                                                     |
| Oorlog en Vrede (1918) of Mijlpalen   | 1918 | Maurits Binger                      | Annie Bos Adelqui Migliar                      | Drama Oorlog     |                                                     |
| De duivel                             | 1918 | Theo Frenkel                        | Tonny Stevens                                  | Drama            |                                                     |
| Zonnestraal                           | 1919 | Theo Frenkel                        | Kees Lageman                                   | Drama Komedie    | Film wordt vermist                                  |
| Zonnetje                              | 1919 | Maurits Binger B.E. Doxat-Pratt     | Annie Bos                                      |                  |                                                     |
| Een Carmen van het Noorden            | 1919 | Maurits Binger Hans Nesna           | Annie Bos                                      | Drama Romantiek  |                                                     |
| De Damescoupeur                       | 1919 | Maurits Binger                      |                                                |                  |                                                     |
| De Duivel in Amsterdam                | 1919 | Theo Frenkel                        | Eduard Verkade Louis Bouwmeester Margie Morris |                  |                                                     |
| Op Stap door Amsterdam                | 1919 | Theo Frenkel                        | Piet Köhler                                    |                  |                                                     |
| Het Goudvischje                       | 1919 | Maurits Binger                      | Jan van Dommelen                               |                  |                                                     |

1896-1909 · 1910-19 · 1920-29 · 1930-39 · 1940-49 · 1950-59 · 1960-69 · 1970-79 · 1980-89 · 1990-99 · 2000-09 · 2010-19
· 2020-29